# A Song For You
『A Song For You』(ア・ソング・フォー・ユー)は日本の歌手絢香の5作目の配信限定シングル。

## 解説
シングルとしては『にじいろ』より約1年5ヶ月振りのリリースとなる。
本作は映画『I LOVE スヌーピー THE PEANUTS MOVIE』の日本語版のエンディング主題歌としてのタイアップがついており、映画制作者側からのオファーが掛かり実現したもので、配給会社の20世紀フォックス映画は今回のオファーについて「安らぎと優しさを与えてくれる素晴らしいメロディー、絆の強さを感じさせてくれる印象的な歌詞から、力強くソウルフルな歌声と聴く人の心をとらえて離さない魅力までを全て含め、絢香さんだからこそ、この映画の世界観ー描き出してくれ、尚且つ子供だけしかいないピーナッツの世界を優しく大きく包容してくれるに違いないと思い、今回のオファーを決定させていただきました。」とコメントを寄せている。
本作に関して絢香は「世界中の人々を虜にしているスヌーピーの作品に関われたことは、とても嬉しい思いです。映画のテーマにある「みんな、だれかのだいじ」と言う言葉に強い共感を持ったのと、一人の母親となった私の気持ちとも共鳴をしつつ書き上げた曲になります。大切な人が悩み落ち込む時にこの曲が寄り添ってくれる曲になるようになれたらと思っています。」とコメントを寄せている。

## 収録曲
1. A Song For You (4:05)
作詞・作曲：絢香 / 編曲：河野圭
映画『I LOVE スヌーピー THE PEANUTS MOVIE』日本語版エンディング主題歌